# LG Shine
LG Shine (также известный как SV420, KE970, KG970, KU970, ME970, U970, CU720, TU720, KG70) - мобильный телефон в виде слайдера производства LG Electronics, продолжение серии LG Black Label, затем следует LG Secret. Первоначально он был представлен как LG Cyon SV420 на азиатском рынке в ноябре 2006 года и дебютировал в других регионах в феврале 2007 года. LG Shine похож на LG Incite.
По данным LG Electronics от 18 ноября 2008 года, в этом месяце компания продала в общей сложности 1,35 миллиона единиц и 8,65 миллиона единиц Shine Phone на внутреннем и зарубежных рынках, превысив общий объем продаж в 10 миллионов единиц на обоих рынках. 
Блестящий металлический вариант телефона-раскладушки (модель VX8700, также известный как LG Shine Flip) для операторов CDMA, таких как Verizon Wireless, Bell Mobility и Telus Mobility, был выпущен примерно в то же время, что и обычный Shine. Несмотря на различия в форм-факторе, в остальном характеристики и внешний вид Shine и VX8700 схожи.

## Дизайн
LG KE970 имеет форму слайдера; с полированным металлическим корпусом и корпусом из нержавеющей стали. Дисплей представляет собой большой 2,25-дюймовый (240x320 пикселей) экран, способный отображать 256 000 цветов, который служит зеркалом, когда экран не используется. Вместо сенсорных элементов управления LG Chocolate используется полоса прокрутки для навигации вверх и вниз и две кнопки для навигации из стороны в сторону. В некоторых вариантах модели слайдера используется кнопка джойстика для прокрутки вверх/вниз и из стороны в сторону.
В Северной Америке есть 2 модифицированные версии, две из которых: ME770 имеет 850 МГц (США/Канада/Латинская Америка/Бразилия), а KE770 — нет.

## Характеристики
- Полностью металлический дизайн
- Дисплей с зеркальной отделкой
- QVGA-разрешение экрана
- 2-мегапиксельная камера с автофокусом и объективом Schneider-Kreuznach
- Навигация по скроллеру
- Слот для карты памяти microSD до 2Gb
- Средство просмотра офисных документов
- Тонкий дизайн
- MP3-плеер
- USB-соединение
- Bluetooth 1.2
- Голосовые сообщения

## Специальные выпуски[6][7][8][9][10][11]

### Титановое черное издание

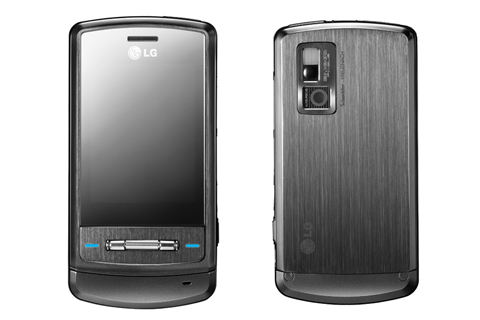
LG Shine "Titanium Black" Edition

В июле 2008 года LG Electronics представила LG Shine «Titanium Black». Предлагая те же функции, что и оригинальный LG Shine, цельнометаллический корпус был изменен, и он стал темно-серым металликом. 

### Издание Энди Лау
В августе 2008 года LG Electronics выпустила LG «Shine x Andy Lau Special Edition». Телефон поставляется с девизом, написанным собственноручно актером на задней панели телефона, который гласит: «Небеса там, где добрые люди». 

### Издание Железного человека
В мае 2008 года было выпущено крайне ограниченное издание «Железного человека». Модель 21 made имела красный корпус, позолоченные блики и крышку аккумуляторного отсека из 18-каратного золота.

### Золотое издание
В июле 2007 года LG Electronics представила LG Shine «Gold». Предлагая те же функции, что и оригинальный LG Shine, но в блестящем золотом цвете. Эта версия была несколько дороже стандартной.

### U970
Основными факторами, отличающими U970, являются отсутствие устройства чтения карт памяти microSD и добавление HSDPA и фронтальной камеры для видеоконференций. Телефон имеет цельнометаллический корпус из нержавеющей стали с полузеркальным экраном, поэтому передняя часть телефона кажется зеркалом, когда экран выключен. Когда телефон закрыт, есть многофункциональная клавиша прокрутки. Телефон также можно использовать в качестве фотоаппарата с помощью специальной кнопки для фотосъемки. Максимальное разрешение для фотографий 1600x1200 px. Камера имеет автофокус, сертифицированный Schneider-Kreuznach. Телефон можно заряжать с помощью прилагаемого фирменного USB-кабеля который подключается к единственному порту на телефоне, что делает невозможным использование прилагаемой гарнитуры во время зарядки, хотя по-прежнему можно использовать телефон во время зарядки.

## В популярной культуре
Эта модель появилась в телевизионной рекламе краски для волос L'Oréal.

## Награды
- Награда Red dot Design Award — LG Shine получила награду Red dot Design Award 2007.
- Shiny Awards 2007 - Лучший модный мобильный телефон